# Alvin Wyckoff
Alvin Wyckoff (New York, 3 luglio 1877 – Los Angeles, 30 luglio 1957) è stato un direttore della fotografia statunitense che aveva cominciato la sua carriera cinematografica nel 1909 come attore.
Per un decennio, fu uno dei collaboratori fissi di Cecil B. DeMille.

## Filmografia

### Direttore della fotografia
- The Spoilers, regia di Colin Campbell (1914)
- Brewster's Millions, regia di Oscar Apfel, Cecil B. DeMille (1914)
- The Call of the North, regia di Cecil B. DeMille (1914)
- The Virginian, regia di Cecil B. DeMille (1914)
- What's His Name, regia di Cecil B. DeMille (1914)
- The Man from Home, regia di Cecil B. deMille (1914)
- La rosa del Rancho (Rose of the Rancho), regia di Cecil B. deMille e Wilfred Buckland (1914)
- La fanciulla del West (The Girl of the Golden West), regia di Cecil B. DeMille (1915)
- The Warrens of Virginia, regia di Cecil B. DeMille (1915)
- The Unafraid, regia di Cecil B. deMille (1915)
- The Captive, regia di Cecil B. deMille (1915)
- The Wild Goose Chase, regia di Cecil B. deMille (1915)
- The Arab, regia di Cecil B. DeMille (1915)
- Chimmie Fadden, regia di Cecil B. deMille (1915)
- Kindling, regia di Cecil B. deMille (1915)
- Carmen, regia di Cecil B. deMille (1915)
- Chimmie Fadden Out West, regia di Cecil B. deMille (1915)
- I prevaricatori  (The Cheat), regia di Cecil B. DeMille (1915)
- The Golden Chance, regia di Cecil B. deMille (1915)
- Temptation, regia di Cecil B. deMille (1915)
- The Trail of the Lonesome Pine, regia di Cecil B. deMille (1916)
- The Heart of Nora Flynn, regia di Cecil B. deMille (1916)
- Maria Rosa, regia di Cecil B. deMille (1916)
- The Dream Girl, regia di Cecil B. deMille (1916)
- Giovanna d'Arco (Joan the Woman), regia di Cecil B. deMille (1916)
- A Romance of the Redwoods, regia di Cecil B. deMille (1917)
- The Little American, regia di Cecil B. deMille (1917)
- L'ultima dei Montezuma (The Woman God Forgot), regia di Cecil B. deMille (1917)
- The Devil-Stone, regia di Cecil B. deMille (1917)
- The Whispering Chorus, regia di Cecil B. deMille (1918)
- Old Wives for New, regia di Cecil B. deMille (1918)
- We Can't Have Everything, regia di Cecil B. deMille (1918)
- Till I Come Back to You, regia di Cecil B. deMille (1918)
- The Squaw Man, regia di Cecil B. deMille (1918)
- Don't Change Your Husband, regia di Cecil B. deMille (1919)
- For Better, for Worse, regia di Cecil B. deMille (1919)
- Fires of Faith, regia di Edward José (1919)
- Maschio e femmina (Male and Female), regia di Cecil B. deMille (1919)
- Perché cambiate moglie? (Why Change Your Wife?), regia di Cecil B. deMille (1920)
- Something to Think About, regia di Cecil B. deMille (1920)
- Il frutto proibito (Forbidden Fruit), regia di Cecil B. deMille (1921)
- Fragilità, sei femmina! (The Affairs of Anatol), regia di Cecil B. deMille (1921)
- Paradiso folle (Fool's Paradise), regia di Cecil B. deMille (1921)
- La coppia ideale (Saturday Night), regia di Cecil B. deMille (1922)
- Sangue e arena (Blood and Sand), regia di Dorothy Arzner e Fred Niblo (1922)
- La corsa al piacere (Manslaughter), regia di Cecil B. DeMille (1922)
- The Man Who Saw Tomorrow, regia di Alfred E. Green (1922)
- Strangers of the Night, regia di Fred Niblo (1923)
- Adam's Rib, regia di Cecil B. DeMille (1923)
- Pleasure Mad, regia di Reginald Barker (1923)
- When a Girl Loves, regia di Victor Halperin (1924)
- Men, regia di Dimitri Buchowetzki (1924)
- The Border Legion, regia di William K. Howard (1924)
- Lily of the Dust, regia di Dimitri Buchowetzki (1924)
- A Kiss in the Dark, regia di Frank Tuttle (1925)
- Il cigno (The Swan), regia di Dimitri Buchowetzki (1925)
- Old Home Week, regia di Victor Heerman (1925)
- Il bolide n. 13 (The Lucky Devil), regia di Frank Tuttle (1925)
- The Man Who Found Himself, regia di Alfred E. Green (1925)
- La misteriosa avventura (Irish Luck), regia di Victor Heerman (1925)
- The New Klondike, regia di Lewis Milestone (1926)
- It's the Old Army Game, regia di A. Edward Sutherland (1926)
- Tin Gods
- The Canadian

### Attore
- An Indian Wife's Devotion - cortometraggio (1909)
- The Heroine of Mafeking - cortometraggio (1909)
- A Daughter of the Sioux - cortometraggio (1909)
- The Highlander's Defiance - cortometraggio (1910)
- Under the Stars and Stripes, regia di Frank Beal - cortometraggio (1910)
- A New Divorce Cure - cortometraggio (1910)
- The Devil, the Servant, and the Man, regia di Frank Beal - cortometraggio (1910)
- In the Serpent's Power, regia di Frank Beal - cortometraggio (1910)
- Il mago di Oz (The Wonderful Wizard of Oz), regia di Otis Turner - cortometraggio (1910)
- Lieutenant Grey of the Confederacy, ewfia di Francis Boggs - cortometraggio (1911)
- The Cattle Rustlers, regia di Marshall Stedman - cortometraggio (1912)
- Monte Cristo, regia di Colin Campbell - cortometraggio (1912)
- The Price of Crime, regia di Gilbert P. Hamilton (1914)